# Rane
Rane (srbska cirilica: Ране) je srbska drama iz leta 1998, ki jo je napisal in režiral Srđan Dragojević.
Film prikazuje nasilja polno odraščanje dveh najstnikov v Beogradu, ki si prizadevata za mesto v kriminalni skupnosti. Zgodba se odvija tekom 1990. let, v času jugoslovanskih vojn in razmaha etničnega sovraštva.
Film je osvojil bronastega konja na stockholmskem mednarodnem filmskem festivalu in nagrado FIPRESCI na solunskem filmskem festivalu "za mogočen in dramatičen prikaz brutalne resničnosti in kompleksnosti življenja na današnjem Balkanu".

## Zgodba
Uvod film opiše kot "posvečen generacijam, rojenim po Titu". Film sledi življenju dveh najstnikov, Pinkija in Švabe, ki odraščata v Novem Beogradu sredi obdobja jugoslovanskih vojn (1991–96).
Pinki se je rodil 4. maja 1980, na dan smrti Josipa Broza Tita, nenavadno ime pa mu je nadel oče Stojan Mučibabić, idealističen, impulziven in domoljuben oficir Jugoslovanske ljudske armade, globoko predan komunističnim načelom in Titu. Očetova prva izbira imena za prvorojenca je bila pravzaprav Tito, vendar se je ime občinskim uradnikom v času žalovanja zdelo neprimerno, zato mu je naposled izbral ime Pinki po partizanskem borcu. Pinkijevega najboljšega prijatelja Švabo vzgaja in preživlja zgolj njegova babica, hrvaška Srbkinja, ki je v Srbijo prebegnila med drugo svetovno vojno zaradi ustaškega preganjanja etničnih Srbov.
Oba dečka, ki živita v blokovskem naselju v novobeograjski soseski Paviljoni, sta izredno nezrela, čeprav je Pinki nekoliko preudarnejši od Švabe, ki je muhast, impulziven in nagnjen k izbruhom jeze. Fanta imata v soseski še enega prijatelja – Dijabolo, piflarja, čigar mama Lidija je znana in privlačna televizijska voditeljica. Čeprav se družita z njim, Pinki in Švaba običajno Dijabolo trpinčita: nenehno ga izzivata in občasno tudi pretepeta.
Zgodba se prične v poznem poletju leta 1991, ko otroci opazujejo srbske sile (JLA in razne paravojaške enote) na pohodu na Hrvaško, kjer divja bitka za Vukovar. Pinkijev oče Stojan je besen na vojsko, ki ga je predčasno upokojila in je zaradi nje zamudil vojno. Dneve preživlja pred televizorjem, spremljajoč novice iz Vukovarja in navijajoč za JLA. Namesto Tita si je bil za idola izbral Slobodana Miloševića in postal skrajen nacionalist; prav tako je postal izredno razdražljiv, zaradi česar se s sosedi redno zapleta v prepire in zmerjanja na nacionalni osnovi. Za razliko od njega se Pinki ne meni za dogajanje v državi in dneve preživlja ob nenehnem samozadovoljevanju.
V letih 1992 in 1993 je Srbija kaznovana z gospodarskimi sankcijami Združenih narodov, medtem ko se je vojna iz Hrvaške razširila še v Bosno. Pinki, Švaba in Dijabola, ki so vstopili v zgodnja najstniška leta, začno občudovati soseda Kureta, ki vozi dober avto, redno hodi na roparske pohode v Nemčijo in živi s ceneno gostilniško pevko. Otroci so očarani nad njegovim življenjskim slogom ter so navdušeni, ko jih nekega dne povabi, naj mu pomagajo raztovoriti avtomobil, poln robe iz Nemčije. Kure pravzaprav spodi Dijabolo in povabi le Švabo, na čigar prošnjo nato dovoli še Pinkiju, da se jima pridruži.
Kot mnogo njunih vrstnikov tudi Pinki in Švaba vstopita v svet kriminala pri štirinajstih letih, v postkomunistični skupnosti v hipertranziciji, ki zaradi vojne in sankcij spominja na teater absurda. Njihovi vzorniki so znani beograjski gangsterji, ki gostujejo v oddajah Puls asfalta, v katerih Dijabolova mama Lidija iz kriminalcev napravlja medijske zvezde. Pinki in Švaba sanjarita o tem, da bosta nekega dne gostovala v oddaji, in se trudita biti opažena z zločinsko dejavnostjo. Potem ko si uspešno utrdita mesto v beograjskem podzemlju kot vplivna zločinca in preprodajalca drog, njun vzpon v svetu zločina prekine medsebojni konflikt, ko oba hkrati začneta razmerje z Lidijo. Švaba petkrat ustreli Pinkija ter ga rani v roke, noge in prsi, torej v mesta, v katera naj bi bil pred 2000 leti ranjen Jezus. Pinki preživi in potem ko pobegne iz bolnišnice, pokliče prijatelja, da bi sklenila premirje. Zakopavanje bojne sekire pa je več kot okrutno, saj mora po nepisanem pravilu ranjeni svojemu prijatelju prizadejati pet identičnih ran, preden je lahko prijateljstvo ponovno vzpostavljeno.
Po treh strelih Pinki želi Švabu prizanesti in mu odpustiti eno rano. Nenadoma ju prekine besni Dijabola, ki ju obsuje s streli, ker je Švaba ubil njegovo mamo. V streljanju sta ubita tako Švaba kot Dijabola; Pinki, ki ranjen leži na tleh, film zaključi s trditvijo, da mu je od vsega v življenju žal zgolj tega, da ni uspel videti tujine, in da je "prišel skozi bolje od vas".

## Zasedba
- Dušan Pekić – Pinki
- Milan Marić – Švaba
- Dragan Bjelogrlić – Kure
- Vesna Trivalić – Lidija
- Andreja Jovanović – Dijabola
- Branka Katić – Suzana
- Miki Manojlović – Stojan (Pinkijev oče)
- Gorica Popović – Nevenka (Pinkijeva mama)
- Nikola Kojo – Biber
- Zora Doknić – Švabova babica
- Danica Maksimović – Ninana, prostitutka

- Bata Stojković – sosed
- Seka Sablić – sosed
- Radoslav Milenković – policijski inšpektor
- Nikola Pejaković – lastnik kafane
- Dragan Maksimović – pacient v bolnišnici
- Milorad Mandić – bodibilder

## Produkcija
Po uspehu svojega prejšnjega filma Lepe vasi lepo gorijo leta 1996 se je režiser Dragojević pripravljal na odhod v Hollywood. Medtem je imel doma že dve zamisli za film – epsko zgodbo iz 1. svetovne vojne (Sveti Jurij ubija zmaja) in manjši film, zasnovan na novicah o dveh beograjskih najstniških kriminalcih. Za oba filma je njegova produkcijska hiša, Cobra film (v lasti bratov Bjelogrlić, Gorana in Dragana), želela, da ju posname še pred morebitnim odhodom v Ameriko. Naposled se je Dragojević, potem ko naj bi bil v Hollywoodu deležen ponudb "odvratnih" scenarijev, odločil, da ostane v Srbiji in posname manjšega od zamišljenih filmov.
Zgodba temelji na resničnih dogodkih, predstavljenih v epizodi oddaje Tragač, o Mirku "Beši" Beševiću in Marku "Kamenom" Pejkoviću — dveh beograjskih pubertetniških zločincih, ki sta začela kot prijatelja in se kasneje obrnila drug proti drugemu. V navalu jeze je eden od njiju petkrat ustrelil drugega, vendar je ranjenec preživel in si opomogel. Kasneje je v želji "obnoviti" prijateljstvo strelec ponudil prijatelju, naj mu vrne pet strelov v ista mesta. Žrtev je ponudbo sprejela in napadalcu prizadejala pet strelov, preden sta nadaljevala prijateljstvo. Dragojević naj bi za zgodbo izvedel od prijateljev in se med pisanjem scenarija namerno izogibal novici o dogodku, saj ni želel, da bi resnični potek dogodkov kakorkoli vplival na izdelek. Ko si je po dokončanju filma končno ogledal epizodo, je Dragojević dejal, da je bil osupel nad podobnostmi med paroma najstnikov.
Dragojević je za glavno vlogo Pinkija med 5000 kandidati izbral Dušana Pekića, pri čigar ozadju je opazil podobnosti z likom Pinkija. Film je bil Pekićeva prva in edina vloga, saj je umrl leta 2000.
Snemanje se je začelo jeseni 1997 in je trajalo 78 dni.

## Izid in odzivi
Film je režiser Srđan Dragojević pospremil z izjavo, v kateri je pojasnil svojo osebno željo znova upodobiti temo jugoslovanskih vojn, tokrat iz zornega kota tistih, ki so dogajanje spremljali iz ozadja dogajanja. V njej je neposredno obtožil Miloševićevo vlado, da srbsko mladino sili odraščati v državi, preplavljeni z valom primitivizma in nacionalizma, tiste, ki so v času uničevanja Vukovarja in Sarajeva preživljali puberteto, pa označil za žrtve, katerih rane se ne bodo nikoli zacelile: "To je zgodba o mladih kriminalcih, za katera verjamem, da imata moralno pravico do nasilja in tudi ubijanja, kljub politični nesprejemljivosti te ideje. Brezčutna družba in totalitarističen srbski režim sta iz tisočerih srbskih najstnikov napravila brezčutne in nevarne ubijalske stroje, katerih glavne žrtve so ironično oni sami."
Film je bil izdan v ZR Jugoslaviji (Srbiji in Črni gori) maja 1998, kjer je postal kinematografska uspešnica s preko 450 000 prodanimi vstopnicami, kljub temu da je njegovo promocijo v državi močno zavirala vlada, ki ni dovolila oglaševati filma na državni televiziji RTS (katere generalni direktor je bil tedaj Dragoljub Milanović). Oblasti ni ugajala bedna upodobitev države v filmu. Producent filma Dragan Bjelogrlić je večkrat zatrdil, da so bile oblasti besne predvsem zato, ker so protidržavne filme proizvajali z državnim denarjem.
Aprila 1999 se je začelo uprizarjanje filma na Hrvaškem, s čimer so Rane postale prvi srbski film, distribuiran v povojni hrvaški državi. Druga posebnost hrvaške izdaje je bila, da je bil film opremljen s hrvaškimi podnapisi. Prevod filma, vključno z naslovom, spremenjenim iz Rane v Ozljede, je postal predmet mnogih kritik in posmeha. Film je v kinematografih vseeno postal uspešnica, saj je bilo na Hrvaškem prodanih okoli 42 000 vstopnic.
Februarja 2012 je ob pregledu igralske kariere Bjelogrlić razkril, da mu je bila vloga Kureta ena najljubših, vendar misli, da bi jo bil "lahko odigral tudi bolje".